# Vrbljene
Vrbljene este o localitate din comuna Ig, Slovenia, cu o populație de 201 locuitori.